# Namsen
Il Namsen (in sami meridionale Nååmesje) è un fiume della Norvegia centrale, il più lungo della contea di Trøndelag. Tradizionalmente il fiume è stato utilizzato in passato per il trasporto fluviale del legname, dalle foreste lungo il suo corso fino a Namsos, dove erano situate le segherie. Attualmente la portata del Namsen è regolata da diverse dighe.

## Corso del fiume

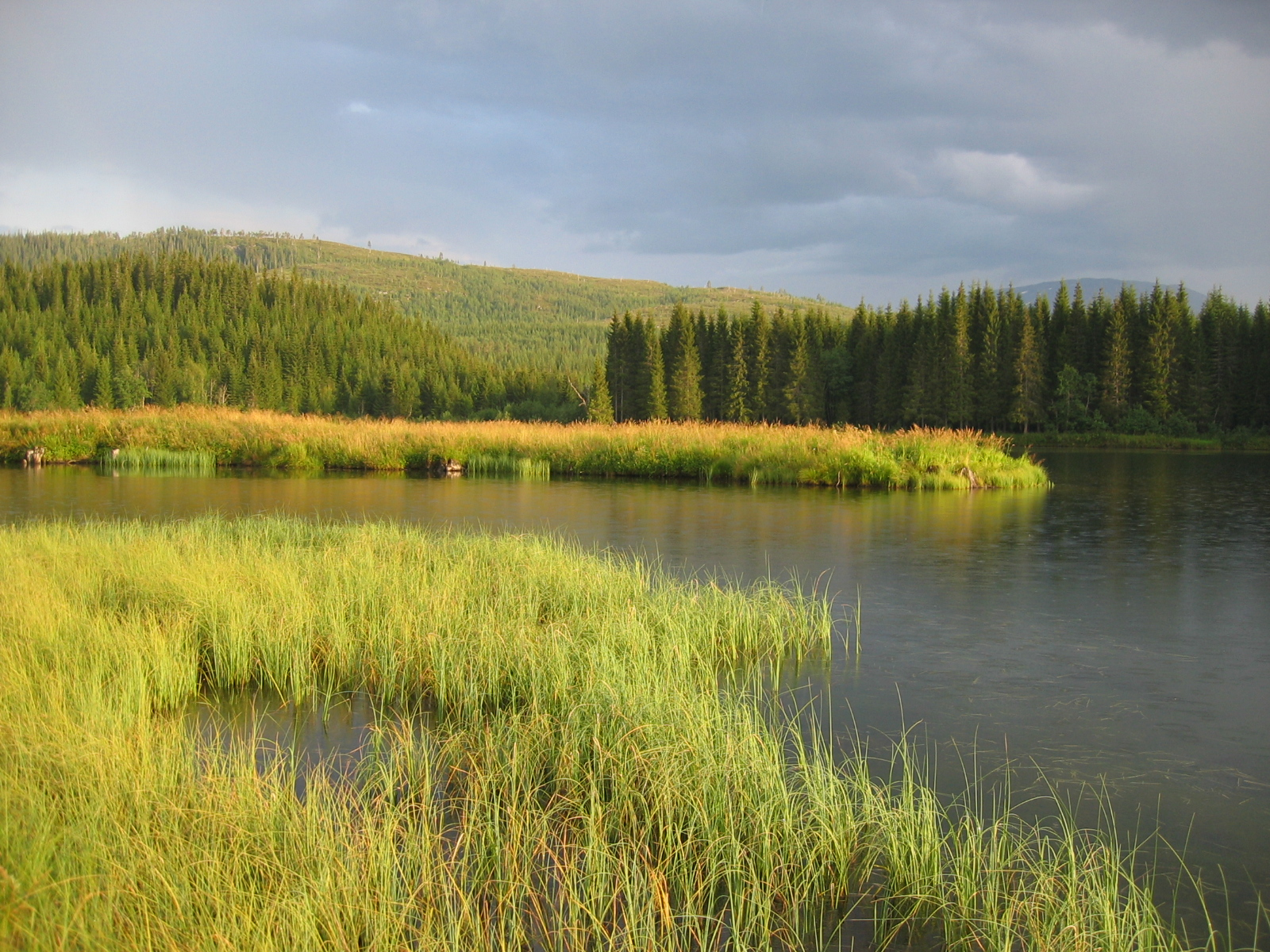
Il Namsen.

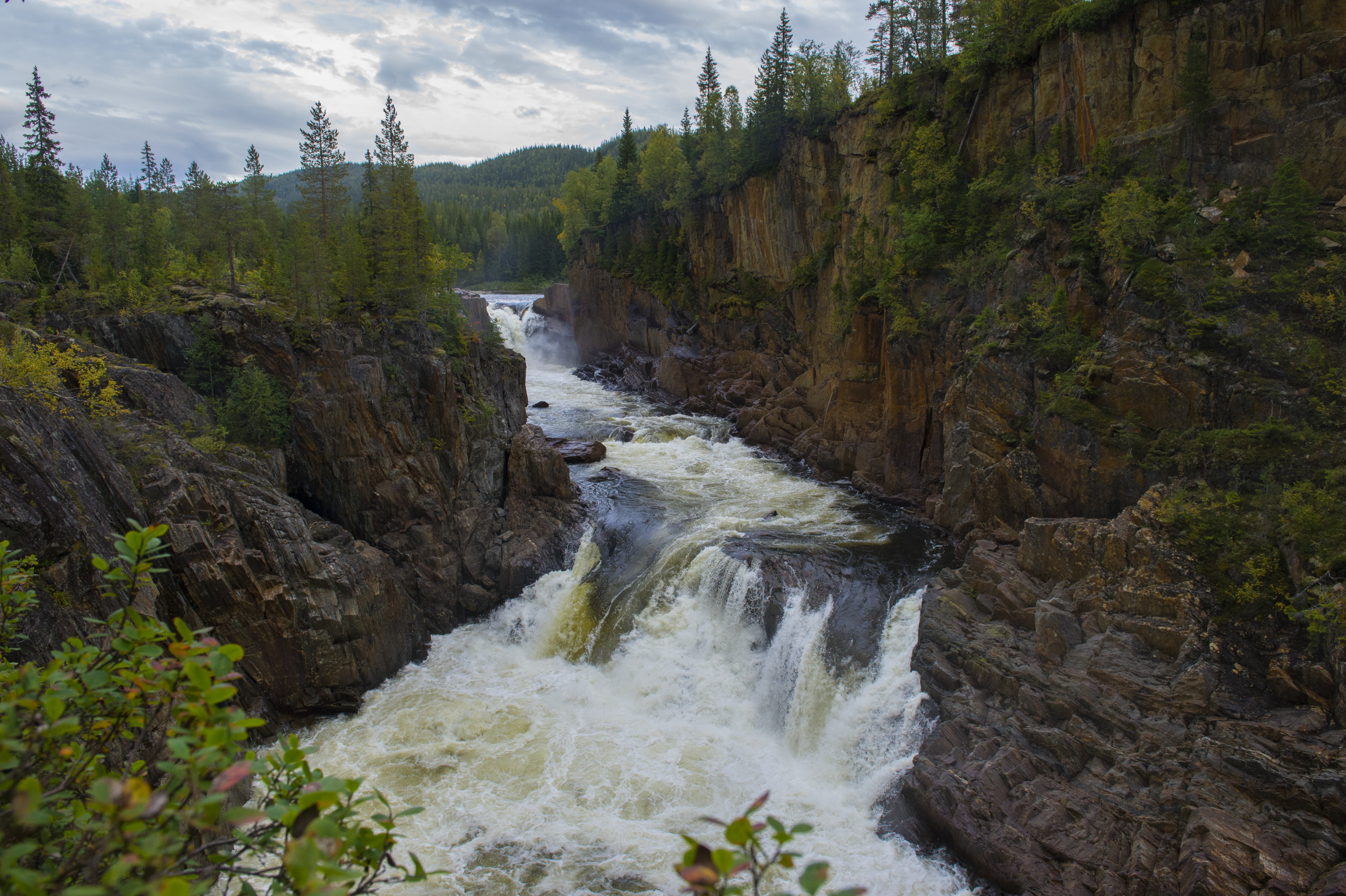
Le cascate di Trongfossen nel comune di Namsskogan.

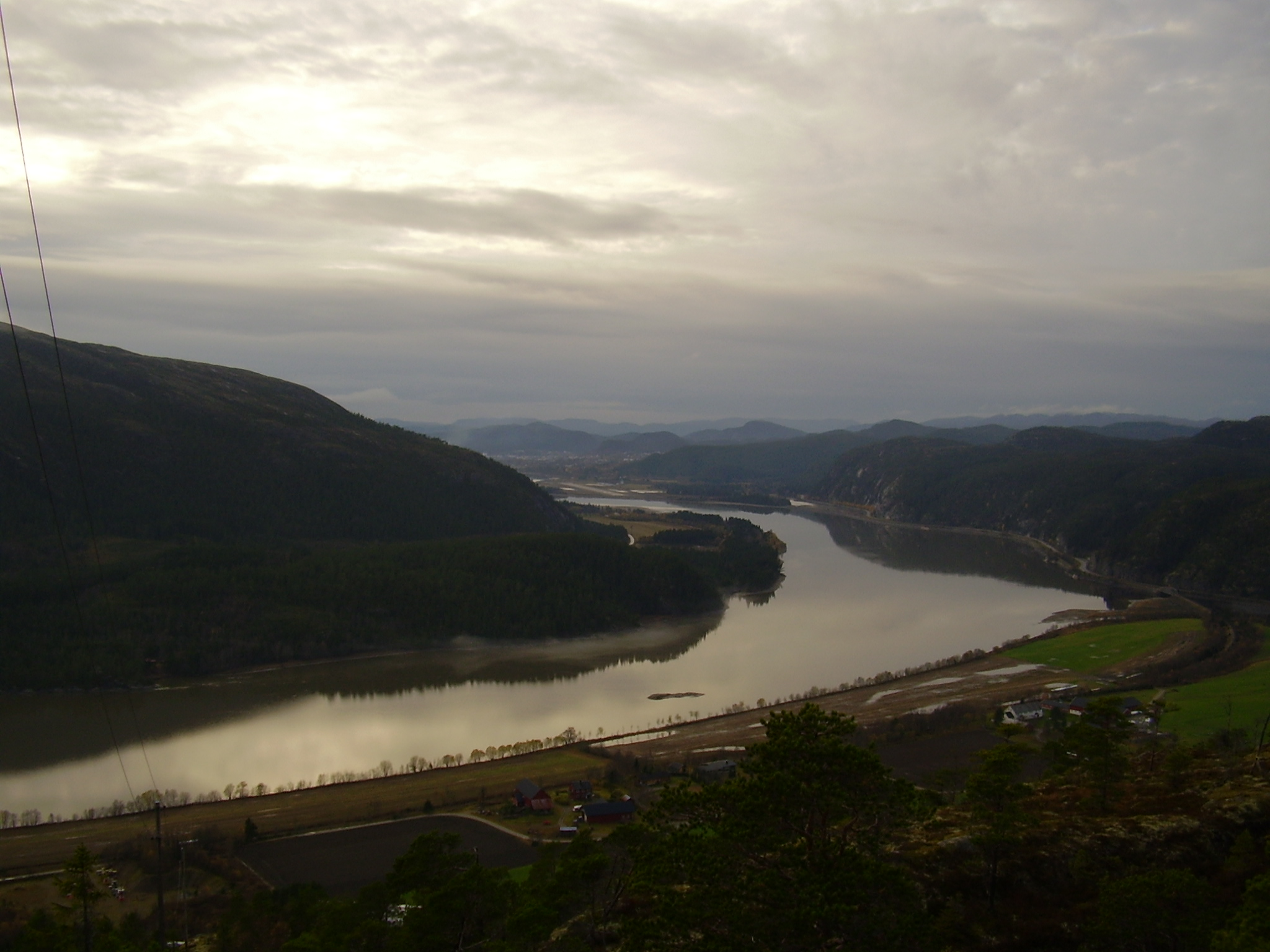
Il Namsen visto da Kvatningenfjell, Namsos sullo sfondo.

Il fiume nasce dalle sorgenti nel parco nazionale Børgefjell per immettersi nel lago Namsvatnet. Il Namsen propriamente detto comincia a valle della diga a nord-ovest del lago Namsvatnet, nel comune di Røyrvik.
Il Namsen continua il suo corso nella valle Namdalen, fino a sfociare nel Namsenfjorden (parte del mar di Norvegia) nei pressi di Namsos. I principali affluenti del Namsen sono il Tunnsjøelva e il Sanddøla, entrambi da sinistra.
Il bacino idrografico ha un'area di 6 298 km² e la portata alla foce è pari a 285 m³/s. Il fiume attraversa i territori comunali di Røyrvik, Namsskogan, Grong, Overhalla e Namsos.

## Pesca
Il Namsen è molto rinomato per la pesca al salmone, nel 2009 è risultato il quarto fiume norvegese per la pesca al salmone, dopo il Teno, il Gaula e l'Orkla, con 17,2 tonnellate. Nel XIX secolo il fiume divenne una comune destinazione per la pesca sportiva soprattutto dalla Gran Bretagna.
Per via della notevole ampiezza del fiume, nell'area si è sviluppata una peculiare tecnica di pesca, chiamata harling. Questa consiste nel trascinare un'esca da una piccola imbarcazione che si muove tra le due rive mentre viene spinta a valle dalla corrente; in questo modo i salmoni incrociano l'esca nel corso della risalita del fiume.
Nella parte alta del Namsen vive una popolazione stanziale di salmoni, il cosiddetto Namsblank.

## Centrali idroelettriche
Diverse centrali idroelettriche sono presenti lungo il corso del Namsen, tutte gestite dalla Nord-Trøndelag Elektrisitetsverk (NTE):
- Centrale di Nedre Fiskumfoss (43,5 MW di potenza installata) nel comune di Grong.
- Centrale di Øvre Fiskumfoss (7,6 MW) nel comune di Grong.
- Centrale di Aunfoss (28 MW) nel comune di Grong.
- Centrale di Åsmulfoss (12 MW) nel comune di Grong.
- Centrale di Tunnsjødal (176 MW) nel comune di Namsskogan.
- Centrale di Røyrvikfoss (16 MW) nel comune di Røyrvik.
- Centrale di Tunnsjø (31 MW) nel comune di Lierne.
- Centrale di Tunnsjøfoss (8,5 MW) nel comune di Røyrvik.
- Centrale di Linvasselv (68 MW) in parte nel comune di Røyrvik e in parte Svezia.